# Dynasty Warriors 3
Dynasty Warriors 3, in Giappone Shin: Sangoku musō 2 (真・三國無双2?), è il terzo capitolo della serie Dynasty Warriors pubblicato dalla Koei per PlayStation 2 e Xbox. 
Rispetto ai suoi predecessori, questo capitolo apporta molti miglioramenti, tra cui alcune nuove modalità per due giocatori, nuovi livelli, costumi, armi e musiche. 
Anche il comparto grafico ha subito un notevole miglioramento, rendendo i vari livelli più realistici, e i movimenti dei personaggi più fluidi. Insieme a questo gioco venne distribuita un'espansione, chiamata Dynasty Warriors 3: Xtreme Legends, e da qui in poi, ogni capitolo successivo avrà una sua relativa espansione.

## Modalità di gioco
La modalità principale in Dynasty Warriors si chiama "Musou"; i giocatori utilizzano uno dei personaggi a disposizione per sconfiggere il comandante nemico. Ogni personaggio ha varie abilità uniche, da utilizzare in battaglia. All'inizio si potranno scegliere tra 9 diversi comandanti, mentre altri si sbloccano o semplicemente incontrandoli in battaglia, oppure compiendo speciali missioni. Ogni personaggio ha una propria arma, che può modificare e renderla più potente. Inoltre ogni volta che si aumenta il livello dell'arma, il personaggio potrà effettuare un nuovo attacco extra, allungando così il numero massimo di combo.
Nei vari livelli vi sono vari oggetti che possono essere raccolti; questi possono essere normali o rossi, mentre altri sono armi che possono essere usate una volta sola, ad esempio raccogliendo un oggetto rosso, si avrà la capacità di lanciare frecce infuocate.
Nel gioco, vi sono alcuni elementi RPG; infatti i personaggi possono aumentare di livello, modificando i vari parametri di forza, difesa, energia, potenza dell'arma e la barra Musou. Ciò si potrà effettuare principalmente nella modalità Musou, sconfiggendo sia i nemici secondari che quelli principali, ovvero gli altri comandanti.
La modalità a due giocatori (nuova per questo gioco) consente di poter sfidare un altro giocatore oppure giocare in modalità cooperativa. Nella prima i due giocatori si sfideranno come in una normale partita, per decidere quale dei due è il più forte; tuttavia chi vince non può aumentare il livello del proprio personaggio. In modalità cooperativa invece, si potranno usare due personaggi con tutte le caratteristiche salvate dalla modalità Musou; in più si potrà effettuare una mossa speciale, che se effettuata simultaneamente, provocherà danni maggiori.

## Personaggi
Dynasty Warriors 3 include tutti i personaggi di Dynasty Warriors 2, e in più introduce 13 nuovi personaggi, per un totale di 41 personaggi giocabili. I personaggi nuovi sono:
- Xu Huang (Wei)
- Zhang He (Wei)
- Zhen Ji (Wei)
- Wei Yan (Shu)
- Pang Tong (Shu)
- Sun Ce (Wu)
- Huang Gai (Wu)
- Da Qiao (Wu)
- Xiao Qiao (Wu)
- Meng Huo (Altri)
- Zhu Rong (Altri)
- Fu Xi (Altri)
- Nu Wa (Altri)

Alcuni personaggi prendono i loro nomi da alcuni imperatori, che sono riportati anche nella storia Il romanzo dei Tre Regni. Fu Xi e Nu Wa appariranno solo in DW3.

## Espansione
Più avanti venne messa in commercio un'espansione del gioco, chiamata Dynasty Warriors 3: Xtreme Legends (in Giappone Shin Sangokumusō 2: Mōshōden), distribuita nel 2003. Questa prima espansione di tutta la serie di Dynasty Warriors aggiunge altri elementi rispetto a DW 3; nuovi oggetti, la possibilità di cambiare abiti alle guardie del corpo, una nuova modalità Musou, due nuovi livelli di difficoltà, Principiante ed Esperto, e la possibilità di modificare la propria arma fino a cinque livelli, rispetto ai quattro del gioco originale.
Se si possiede DW 3, si potrà inoltre caricare i dati di Xtreme Legends sul gioco originale, così da poter combinare gli elementi dei due giochi, poiché in entrambi vi sono degli elementi che nell'altro mancano.